# ملالو (مشگین‌شهر)
ملالو یک روستا در ایران است که در دهستان ارشق غربی واقع شده‌است. ملالو ۹۲ نفر جمعیت دارد.